# Brian Robbins
Brian Robbins, właśc. Brian Levine (ur. 22 listopada 1963 w Brooklynie, Nowym Jorku) – amerykański reżyser, scenarzysta, producent filmowy i telewizyjny, aktor.

## Filmografia
- 1997: Operacja „Hamburger” - reżyser, producent
- 1999: Luz Blues - reżyser, producent
- 2000: Kibice do dzieła! - reżyser
- 2001: Letnia przygoda - producent
- 2002: Duży, gruby kłamczuch - producent
- 2003: Radio - producent
- 2004: Egzamin dojrzałości - reżyser, producent
- 2005: Trener - producent
- 2006: Na psa urok - reżyser
- 2007: Norbit - reżyser, producent
- 2007: Gang dzikich wieprzy - producent
- 2008: Mów mi Dave - reżyser
- 2012: Tysiąc słów - reżyser, producent
- 2013: Do zaliczenia - producent
- 2017: Zanim odejdę - producent